# 伯尼 (北部省)
伯尼（法語：Beugnies，法語發音：[bœɲi]）是法国上法兰西大区北部省的一个市镇，属于埃尔普河畔阿韦讷区。

## 地理
伯尼（50°9'43"N, 4°0'54"E）面积8.92 平方千米，位于法国上法蘭西大區北部省，该省份为法国最北部的省份及最长的省份，西北濒北海，西接加来海峡省，南至埃纳省和索姆省，东与比利时接壤。
与伯尼接壤的市镇（或旧市镇、城区）包括：瓦蒂尼-拉维克图瓦尔、萨尔波特里、瑟穆西、巴略、迪蒙、杜尔莱尔、费勒里、弗洛蒙-沃德勒希、弗卢尔西。

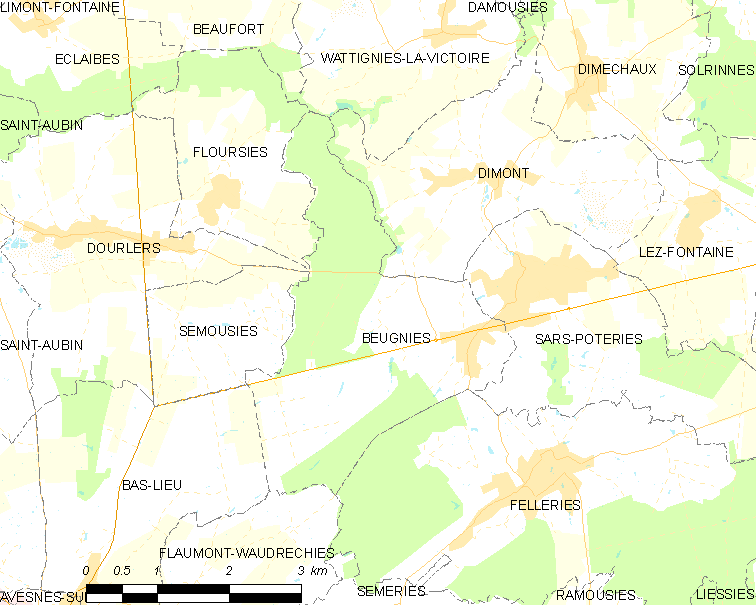
的OSM定位图

伯尼的时区为UTC+01:00、UTC+02:00（夏令时）。

## 行政
伯尼的邮政编码为59216，INSEE市镇编码为59078。

## 政治
伯尼所属的省级选区为富尔米县。

## 人口

1962-2008年间人口变化图示

伯尼于2022年1月1日时的人口数量为608人。